# Кирикмас
Кирикма́с (рос. Кырыкмас, удм. Гыркмас) — річка в Удмуртії (Сарапульський, Каракулінський та Кіясовський райони) і Татарстані (Агризький район), Росія, ліва притока Іжа.
Назва річки походить від загальнопермських кир — обривистий, суфікса ик та мас — водне джерело.

## Морфометрична характеристика
Починається за 1,5 км на захід від села Соколовка. Довжина річки становить 108 км, з них на території Удмуртії — 85 км. Середній похил річки становить 1,1 м/км. Ширина русла в середній течії 15—20 м, в нижній зростає до 18—25 м, на окремих ділянках досягає 30 м. Швидкість зменшується від 0,5 м/с в середній течії до 0,4 м/с в нижній. Середня глибина змінюється в межах 1—1,6 м. Розраховані середньорічні витрати води в гирлі становлять 10,5 м³/с. Мінімальні місячні витрати 50-ї забезпеченості літнього періоду становить 2,2 м³/с. Басейн річки відрізняється високим рівнем сільського господарства.

## Притоки
- Праві: Толпаш, Бісарка, Мостовинка, Малебна, Холодний Ключ, Шихостанка (Шехостанка)
- Ліві: Євлаш, Ялик, Калмашка, Оска, Чорнушка, Біма, Кади, Сальїнка, Чекалдинка

## Населені пункти
- Удмуртія (Сарапульський район) — Соколовка, Забор'є
- Татарстан (Агризький район) — Сосново